# Militarismo japonés

Bandera de la Armada Imperial Japonesa

El militarismo japonés (日本軍国主義, Nihon gunkoku shugi) se refiere a la ideología en el Imperio del Japón referente a que el militarismo debe dominar la vida política y social de la nación, y que la fuerza de los militares es igual a la fuerza de una nación.

## Historia

### Auge del militarismo
Los militares tuvieron una fuerte influencia en la sociedad japonesa desde la Restauración Meiji. Casi todos los líderes de la sociedad japonesa durante el período Meiji (ya sea en el ejército, la política o los negocios) eran exsamurái o descendientes de samurái, y compartían un conjunto de valores y perspectivas. El primer gobierno Meiji veía a Japón amenazado por el imperialismo occidental, y una de las principales motivaciones de la política de Fukoku Kyohei era fortalecer las bases económicas e industriales de Japón, de modo que se pudiera construir un ejército fuerte para defender a Japón de las potencias externas.
El aumento del reclutamiento militar universal, introducido por Yamagata Aritomo en 1873, junto con la proclamación del Rescripto Imperial a Soldados y Marineros en 1882, permitió a los militares adoctrinar a miles de hombres de diversos orígenes sociales con valores patrióticos militares y el concepto de cuestionamiento lealtad al emperador como base del estado japonés (kokutai). Yamagata, como muchos japoneses, se vio fuertemente influenciada por el reciente éxito sorprendente de Prusia al transformarse de un estado agrícola a una potencia industrial y militar moderna líder. Aceptó ideas políticas prusianas, que favorecían la expansión militar en el extranjero y el gobierno autoritario en casa. El modelo prusiano también devaluó la noción de control civil sobre los militares independientes, lo que significaba que en Japón, como en Alemania, los militares podían convertirse en un estado dentro de un estado, ejerciendo así una mayor influencia en la política en general.
Después de la victoria alemana en la guerra franco-prusiana, la Academia de Guerra del Ejército y el Estado Mayor japonés prestaron mucha atención a las opiniones del Mayor Jakob Meckel sobre la superioridad del modelo militar alemán sobre el sistema francés como la razón de la victoria alemana. En respuesta a una solicitud japonesa, el Jefe del Estado Mayor de Prusia, Helmuth von Moltke, envió a Meckel a Japón para convertirse en un gaikokujin O-yatoi. En Japón, Meckel trabajó en estrecha colaboración con los futuros primeros ministros, el general Katsura Tarō y el general Yamagata Aritomo, y con el estratega del ejército, el general Kawakami Soroku. Meckel hizo numerosas recomendaciones que se implementaron, incluida la reorganización de la estructura de comando del ejército en divisiones y regimientos, aumentando así la movilidad, fortaleciendo la estructura de logística y transporte del ejército con las principales bases del ejército conectadas por ferrocarriles, estableciendo regimientos de artillería e ingeniería como mandos independientes, y revisando el sistema de reclutamiento universal para abolir prácticamente todas las excepciones. Un busto de Meckel se situó frente a la Academia del Estado Mayor del Ejército japonés desde 1909 hasta 1945.
Aunque su período en Japón (1885-1888) fue relativamente corto, Meckel tuvo un tremendo impacto en el desarrollo del ejército japonés. Se le atribuye haber introducido las teorías militares de Clausewitz y el concepto prusiano de los juegos de guerra (kriegspiel) en un proceso de refinamiento de tácticas. Al entrenar a unos sesenta de los oficiales japoneses de más alto rango de la época en tácticas, estrategia y organización, pudo reemplazar las influencias anteriores de los asesores franceses con sus propias filosofías. Meckel reforzó especialmente el ideal de subordinación de Hermann Roesler al Emperador al enseñar a sus alumnos que el éxito militar prusiano era una consecuencia de la lealtad inquebrantable de la clase de oficiales hacia su Emperador soberano, como se codifica expresamente en los Artículos XI-XIII de la Constitución Meiji.
El surgimiento de los partidos políticos a fines del período Meiji se unió al surgimiento de sociedades patrióticas secretas y semisecretas, como la Gen'yōsha (1881) y la Kokuryukai (1901), que unieron actividades políticas con actividades paramilitares e inteligencia militar y apoyaron el expansionismo en el extranjero como una solución a los problemas internos de Japón.
Japón se sintió menospreciado por los países occidentales a fines del siglo XIX. La frase fukoku kyōhei (nación rica, ejército fuerte) se creó durante este tiempo y muestra cómo los funcionarios japoneses veían al imperialismo como la forma de ganar respeto y poder. Con una política exterior más agresiva y la victoria sobre China en la primera guerra sino-japonesa y sobre Rusia en la guerra ruso-japonesa, Japón se unió a las potencias imperialistas. La necesidad de un ejército fuerte para asegurar el nuevo imperio de ultramar de Japón se vio reforzada por la sensación de que solo a través de un ejército fuerte, Japón ganaría el respeto de las naciones occidentales y, por lo tanto, la revisión de los tratados desiguales.

### Factores económicos
Durante el siglo XIX, el concepto de Gran Potencia estaba ligado a los imperios coloniales ricos en recursos, tanto como fuente de materias primas para la producción militar e industrial, como del prestigio internacional.
Debido a la falta de recursos en el archipiélago japonés, las materias primas como el hierro, el petróleo y el carbón tuvieron que importarse en grandes cantidades. El éxito de Japón en asegurar Taiwán (1895) y Corea (1910) había llevado a Japón principalmente a colonias agrícolas. En términos de recursos, el ejército japonés miró hacia el hierro y el carbón de Manchuria, el caucho de Indochina y los vastos recursos de China. Sin embargo, el ejército estaba en desacuerdo con las corporaciones financieras e industriales zaibatsu sobre cómo gestionar la expansión económica, un conflicto que también afecta a la política interna.

### Independencia de los militares
También formando parte de la base para el crecimiento del militarismo fue la libertad del control civil que disfrutan las fuerzas armadas japonesas. En 1878, el Ejército Imperial Japonés estableció la Oficina del Estado Mayor del Ejército Imperial Japonés, siguiendo el modelo del Estado Mayor Alemán. Esta oficina era independiente e igual (y luego superior) al Ministerio de la Guerra de Japón en términos de autoridad. La Armada Imperial Japonesa pronto siguió con el Estado Mayor General de la Armada Imperial Japonesa. Estas oficinas del Estado Mayor fueron responsables de la planificación y ejecución de las operaciones militares, e informaron directamente al emperador. Como los Jefes del Estado Mayor no eran ministros del gabinete, no informaron al primer ministro de Japón y, por lo tanto, eran completamente independientes de cualquier supervisión o control civil.
El Ejército y la Armada también tuvieron una opinión decisiva sobre la formación (y supervivencia) de cualquier gobierno civil. Dado que la ley requería que los puestos de ministro del Ejército y ministro de Marina fueran ocupados por oficiales en servicio nominados por sus respectivos servicios, y dado que la ley también requería que un primer ministro renunciara si no podía ocupar todos los puestos de su gabinete, ambos El Ejército y la Armada tuvieron la última palabra sobre la formación de un gabinete, y podrían derribar el gabinete en cualquier momento retirando a su ministro y negándose a nominar a un sucesor. En realidad, aunque esta táctica se usó solo una vez (irónicamente para evitar que un general, Kazushige Ugaki, se convirtiera en primer ministro en 1937), la amenaza siempre se hizo grande cuando los militares hicieron alguna demanda al liderazgo civil.

### Expansionismo
Durante el período Taishō, Japón vio un breve período de gobierno democrático (la llamada democracia Taisho), y se hicieron varios intentos diplomáticos para alentar la paz, como el Tratado Naval de Washington y la participación en la Liga de las Naciones. Sin embargo, con el comienzo de la era Shōwa, el aparente colapso del orden económico mundial con la Gran Depresión a partir de 1929, junto con la imposición de barreras comerciales por parte de las naciones occidentales y un radicalismo cada vez mayor en la política japonesa, incluidos temas de violencia terrorista (incluyendo un intento de asesinato del emperador en 1932 y una serie de intentos de golpes de estado por parte de sociedades secretas ultranacionalistas) condujo a un resurgimiento del llamado patriotismo jingoísta, un debilitamiento de las fuerzas democráticas y la creencia de que los militares podrían resolver todas las amenazas tanto nacionales como extranjeras. La educación patriótica también fortaleció el sentido de hakko ichiu, o una misión divina para unificar Asia bajo el dominio japonés.
Aquellos que continuaron resistiendo la "solución militar", incluidos los nacionalistas con un patriotismo incuestionable, como los generales Jotaro Watanabe y Tetsuzan Nagata y el exministro de Asuntos Exteriores Kijūrō Shidehara fueron expulsados de su cargo o desempeñaron un papel activo en el gobierno.
Un punto de inflexión llegó con la ratificación del Tratado Naval de Londres de 1930. El primer ministro Osachi Hamaguchi y su partido Minseitō acordaron un tratado que limitaría severamente el poder naval japonés. Los militares se opusieron enérgicamente a este tratado, quienes afirmaron que pondría en peligro la defensa nacional, y el partido opositor Rikken Seiyukai que Japón había sido forzado por unos Estados Unidos hostiles, lo que aumentó aún más el creciente sentimiento anti-extranjero.
El sistema de gobierno japonés finalmente desapareció con el Incidente del 15 de mayo de 1932, cuando un grupo de suboficiales navales y cadetes del ejército asesinaron al primer ministro Inukai Tsuyoshi. Aunque los asesinos fueron enjuiciados y condenados a quince años de prisión, ganaron popularidad por haber actuado con patriotismo y la atmósfera que se estableció fue que los militares podían actuar con poca moderación.

### Crecimiento del aventurismo militar
Japón había estado involucrado en el continente asiático continuamente desde la primera guerra sino-japonesa, la Rebelión Bóxer, la guerra ruso-japonesa, la Primera Guerra Mundial y la Intervención en Siberia. Durante el mandato del primer ministro Tanaka Giichi de 1927 a 1929, Japón envió tropas tres veces a China para obstruir la campaña de unificación de Chiang Kai-shek. En junio de 1928, oficiales aventureros del ejército de Kwantung se embarcaron en iniciativas no autorizadas para proteger los intereses japoneses en Manchuria, incluido el asesinato de un exaliado, el señor de la guerra Zhang Zuolin, con la esperanza de desencadenar un conflicto general.
El incidente de Manchuria de septiembre de 1931 no fracasó y preparó el escenario para la toma de posesión militar japonesa de toda Manchuria. Los conspiradores del ejército de Kwantung volaron unos metros de la pista del Ferrocarril del Sur de Manchuria cerca de Mukden, culparon a los saboteadores chinos y utilizaron el evento como una excusa para invadir y apoderarse del vasto territorio.
En Tokio, un mes después, en el Incidente de octubre, las figuras militares fracasaron en un intento de establecer una dictadura militar, pero nuevamente las noticias fueron suprimidas y los perpetradores militares no fueron castigados.
En enero de 1932, las fuerzas japonesas atacaron Shanghái en el Incidente del 28 de enero, librando una guerra no declarada de tres meses allí antes de alcanzar una tregua. El gobierno civil en Tokio fue impotente para evitar estas aventuras militares, y en lugar de ser condenado, las acciones del Ejército de Kwangtung disfrutaron de un considerable apoyo popular.
Los sucesores de Inukai, militares elegidos por Saionji Kinmochi, el último genrō superviviente, reconocieron a Manchukuo y generalmente aprobaron las acciones del ejército para asegurar Manchuria como una base industrial, un área para la emigración japonesa y un escenario potencial para la guerra con la Unión Soviética. Varias facciones del ejército lucharon por el poder en medio de la creciente represión de la disidencia y más asesinatos. En el Incidente del 26 de febrero de 1936, la 1.ª División de Infantería de élite del Ejército organizó un intento de golpe de Estado en otro esfuerzo por derrocar al gobierno civil. La revuelta fue sofocada por otras unidades militares, y sus líderes fueron ejecutados después de juicios secretos. A pesar de la consternación pública por estos eventos y el descrédito que trajeron a numerosas figuras militares, el liderazgo civil de Japón se rindió ante las demandas del ejército con la esperanza de poner fin a la violencia. Se observaron aumentos en los presupuestos de defensa, la construcción naval (Japón anunció que ya no accedería a los tratados de desarme) y el adoctrinamiento patriótico a medida que Japón avanza hacia una posición de guerra.
En noviembre de 1936, Japón y Alemania firmaron el Pacto Antikomintern, un acuerdo para intercambiar información y colaborar en la prevención de actividades comunistas (Italia se unió un año después). La guerra se inició contra China con el Incidente del Puente de Marco Polo del 7 de julio de 1937 en el que un enfrentamiento cerca de Beijing entre las tropas chinas y japonesas se intensificó rápidamente en la guerra a gran escala de la segunda guerra sino-saponesa, seguidas por las guerras fronterizas y la guerra del Pacífico.
A pesar de la larga tradición militar de independencia del control civil, sus esfuerzos por organizar un golpe de Estado para derrocar al gobierno civil y forzar a Japón a la guerra a través de la insubordinación y el aventurismo militar, los militares finalmente no pudieron forzar una dictadura militar sobre Japón .
Bajo el primer ministro Konoe Fumimaro, el gobierno japonés fue racionalizado para cumplir con las condiciones del tiempo de guerra y bajo la Ley de Movilización General del Estado se le otorgó un poder absoluto sobre los activos de la nación. En 1940, todos los partidos políticos recibieron la orden de disolverse en la Asociación de Apoyo al Régimen Imperial, formando un estado de un solo partido basado en valores totalitarios. Aun así, hubo una oposición muy arraigada por parte de los burócratas del gobierno, y en las elecciones generales de 1942 para la Dieta japonesa, el ejército aún no pudo eliminar los últimos vestigios de la política de los partidos. Esto se debió en parte al hecho de que el ejército en sí no era una estructura monolítica, sino que se alquilaba internamente con sus propias facciones políticas. Incluso el primer ministro de guerra de Japón, Hideki Tōjō, tuvo dificultades para controlar partes de su propio ejército.
Las posesiones de Japón en el extranjero, ampliamente extendidas como resultado de los primeros éxitos en la guerra del Pacífico, se organizaron en una Esfera de Coprosperidad de la Gran Asia Oriental, que debía integrar a Asia política y económicamente, bajo el liderazgo japonés, contra la dominación occidental.

### Oposición al militarismo
A pesar del consenso nacional aparentemente monolítico sobre las políticas agresivas oficiales aplicadas por el gobierno imperial en la primera parte de la era Shōwa, existía cierta oposición sustancial. Esta fue una de las diversas formas de disidencia japonesa durante el período Shōwa.
La oposición abierta más organizada al militarismo fue del Partido Comunista de Japón. A principios de la década de 1930, los activistas comunistas intentaron influir en los reclutas del ejército, pero el partido fue suprimido a mediados de la década de 1930 en Japón.
La oposición personal incluía individuos de los campos de la política de partidos, los negocios y la cultura. Algunos ejemplos notables incluyen:
- Hara Takashi, un plebeyo y pensador liberal del Rikken Seiyūkai, fue nombrado primer ministro en 1918 con el grito de guerra El militarismo está muerto. Tres años después, sin embargo, Hara fue asesinado.
- Kijūrō Shidehara siguió una política no intervencionista hacia China, intentando estabilizar sus relaciones con Gran Bretaña y los Estados Unidos. El término diplomacia de Shidehara vino a describir la política exterior liberal de Japón durante la década de 1920, y fue atacado por intereses militares que creían que estaba debilitando al país.
- El barón Takuma Dan, director de Mitsui Bank, fue un importante oponente de las intervenciones en el extranjero de Japón y era conocido por sus puntos de vista proamericanos. Fue asesinado el 5 de marzo de 1932 en el Complot de la Liga de la Hermandad de la Sangre.

- Minobe Tatsukichi, un respetado profesor de la Universidad Imperial de Tokio, declaró que el emperador era parte de la estructura constitucional de Japón en lugar de un poder sagrado más allá del propio estado en 1935. Su interpretación constitucional fue abrumadoramente aceptada por los burócratas hasta la década de 1930. En la década de 1930, cada vez más militante, estas ideas llevaron a ataques contra Minobe en la Cámara de los Pares y su renuncia a ese cuerpo.
- Saitō Takao, graduado de la Universidad de Yale, fue miembro del partido Rikken Minseito. El 2 de febrero de 1940, pronunció un discurso en la Dieta en el que cuestionó severamente el enjuiciamiento y la justificación de la "guerra santa" de Japón en China. Fue expulsado de la Dieta el 7 de marzo de 1940 y su discurso también llevó a la creación de la Liga de Miembros de la Dieta por la Continuación de la Guerra Santa por Fumimaro Konoe.
- El ministro de Marina Shigetarō Shimada le pidió al almirante Sōkichi Takagi, un oponente de la decisión de Japón de declarar la guerra a los Estados Unidos, que compilara un informe que analizara las derrotas japonesas durante la campaña del Pacífico de 1942. Su análisis convenció a Takagi de la inevitable derrota de Japón. Creyendo que la única solución para Japón era la eliminación del gobierno dirigido por Tojo y una tregua con los Estados Unidos, Takagi comenzó a planear el asesinato del primer ministro Hideki Tōjō antes de su destitución en julio de 1944.
- Kanō Jigorō, creador de Judo y fundador del moderno sistema educativo japonés, miembro del Comité Olímpico de Japón y ministro de relaciones exteriores de facto para Japón, era un firme opositor del militarismo. Preocupado de que su escuela de judo, el Kodokan, fuera utilizada como centro de entrenamiento militar, obtuvo una promesa del Emperador de que no lo sería. Fuentes alternativas enumeran diferentes causas de muerte, y algunos consideran que su fallecimiento es sospechoso.

### Ataque japonés a Pearl Harbor
Artículo principal: Ataque a Pearl Harbor
El ataque sorpresa a Pearl Harbor ocurrió el 7 de diciembre de 1941. Múltiples eventos llevaron al ataque, como la oposición de los pueblos japoneses al occidentalismo y la ruptura de las negociaciones entre Japón y los Estados Unidos. Japón tenía planes de hacerse cargo de otros países asiáticos, lo que resultó en que EE. UU. Despojara cualquier material de guerra y recursos para vender a los japoneses y congeló todos los activos y cuentas bancarias en los EE. UU. La flota estadounidense pasó de estar estacionada en California para trasladarse a Pearl Harbor para controlar de alguna manera la agresión de Japón e impuso un embargo de materiales esenciales, porque Japón estaba tratando de hacerse cargo y controlar más territorios.

### Posguerra
A pesar de los esfuerzos por militarizar totalmente a la sociedad japonesa durante la guerra, incluidas medidas como el Proyecto de Ordenanza del Servicio Nacional y el Movimiento de Movilización Espiritual Nacional, el militarismo japonés fue desacreditado por el fracaso del ejército de Japón en la Segunda Guerra Mundial y por la ocupación estadounidense. Después de la rendición de Japón, muchos de sus antiguos líderes militares fueron juzgados por crímenes de guerra ante el tribunal de Tokio, su gobierno, el sistema educativo revisado y  el pacifismo escrito en la Constitución de posguerra de Japón como uno de sus principios clave.

## Cronología
- 1931: Hamaguchi muere y Wakatsuki Reijirō se convierte en primer ministro (14 de abril). Inukai Tsuyoshi se convierte en primer ministro (13 de diciembre) y aumenta los fondos para el ejército en China. Se produce el incidente de Mukden.
- 1932: Después de un ataque contra monjes japoneses en Shanghái (18 de enero), las fuerzas japonesas bombardean la ciudad (29 de enero). Manchukuo se estableció con Henry Pu Yi como emperador (29 de febrero). Inukai es asesinado durante un intento de golpe de Estado y Saitō Makoto se convierte en primer ministro (15 de mayo). Japón es censurado por la Liga de las Naciones (7 de diciembre).
- 1933: Japón deja la Liga de las Naciones (27 de marzo).
- 1934: Keisuke Okada se convierte en primer ministro (8 de julio). Japón se retira del Tratado Naval de Washington (29 de diciembre).
- 1936: intento de golpe, el incidente del 26 de febrero, aplastado por Hirohito. Kōki Hirota se convierte en primer ministro (9 de marzo). Japón firma su primer pacto con Alemania (25 de noviembre) y ocupa Tsingtao (3 de diciembre). Mengjiang se estableció en Mongolia Interior.
- 1937: Senjūrō Hayashi se convierte en primer ministro (2 de febrero). El príncipe Konoe Fumimaro se convierte en primer ministro (4 de junio). La guerra chino-japonesa comienza con la batalla del puente de Lugou (7 de julio). Japón captura a Pekín (31 de julio). Las tropas japonesas ocupan Nankín (13 de diciembre), comenzando la masacre de Nankín.
- 1938: Batalla de Taierzhuang (24 de marzo). Cantón cae ante las fuerzas japonesas (21 de octubre).
- 1939: Hiranuma Kiichirō se convierte en primer ministro (5 de enero). Las fuerzas japonesas sufren una derrota militar en las batallas de Khalkhin Gol contra las fuerzas soviéticas (15 de septiembre). Abe Nobuyuki se convierte en primer ministro (30 de agosto).
- 1940: Mitsumasa Yonai se convierte en primer ministro (16 de enero). Konoe se convierte en primer ministro por un segundo mandato (22 de julio). Ofensiva de Cien Regimientos (agosto-septiembre). Japón ocupa la Indochina francesa a raíz de la caída de París ante los alemanes, y firma el Pacto Tripartito (27 de septiembre).
- 1941: Japón y la Unión Soviética firman un pacto de no agresión (13 de abril). El general Hideki Tōjō se convierte en primer ministro (18 de octubre). Las fuerzas navales japonesas atacan Pearl Harbor, Hawái (7 de diciembre) (ver Ataque a Pearl Harbor), lo que lleva a los Estados Unidos a declarar la guerra a Japón (8 de diciembre). Japón conquista Hong Kong (25 de diciembre).
- 1942: Singapur se rinde a Japón (15 de febrero). Japón bombardea a Australia (19 de febrero). Incursión del Océano Índico (31 de marzo al 10 de abril). Incursión Doolittle en Tokio (18 de abril). Batalla del Mar del Coral (4 al 8 de mayo). El Sanko sakusen es implementado en el norte de China. Las fuerzas estadounidenses en Filipinas se rinden (8 de mayo). Japón fue derrotado en la batalla de Midway (6 de junio).
- 1943: victoria estadounidense en la batalla de Guadalcanal (9 de febrero). Japón derrotado en la batalla de Tarawa (23 de noviembre).
- 1944: Tojo renuncia y Kuniaki Koiso se convierte en primer ministro (22 de julio).
- 1945: los bombarderos estadounidenses comienzan a bombardear las principales ciudades japonesas. Japón fue derrotado en la batalla de Iwo Jima (26 de marzo). El almirante Kantarō Suzuki se convierte en primer ministro (7 de abril). Masacre de Manila. Japón fue derrotado en la batalla de Okinawa (21 de junio). Estados Unidos lanza bombas atómicas sobre Hiroshima (6 de agosto) y sobre Nagasaki el mismo día en que la URSS entró en guerra contra Japón (9 de agosto). Los soviéticos derrotan al ejército de Kwantung y conquistan Manchukuo (20 de agosto). Japón se rinde (2 de septiembre): comienza la ocupación aliada.

## Literatura
- Ito, Tomohide (2019). Militarismus des Zivilen in Japan 1937–1940: Diskurse und ihre Auswirkungen auf politische Entscheidungsprozesse, (Reihe zur Geschichte Asiens; Bd. 19). Iudicium Verlag. ISBN 978-3862052202.